# Szabados Ákos
Szabados Ákos (Budapest, 1960. augusztus 29.) magyar tanár, szociológus, az MSZP egykori politikusa, Budapest XX. kerületének (Pesterzsébet) polgármestere 1998 óta (MSZP, 2019-től független a Fidesz támogatásával). 2002–2009 között országgyűlési képviselő volt (MSZP).

## Életpályája
Szabados Ákos az érettségi után 1981-ben a Tanítóképző Főiskolán rajz-népművelő szakon, 1985-ben pedig a Tanárképző Főiskolán történelem szakon végzett. Tanár szakos tanulmányai után az Eötvös Loránd Tudományegyetemen szociológiát hallgatott, itt 1997-ben szerzett diplomát. Politikai pályája előtt tanári hivatását is gyakorolta: tanított a kispesti Berzsenyi Dániel Általános Iskolában, a Nyír Utcai Általános Iskolában és a Passuth László Gimnáziumban.

## A politikai életben
Szabados Ákos tagja volt az MSZP Budapesti Elnökségének és a párt XX. kerületi elnökségének. A párton belül az európai uniós tagozat munkájában is részt vett.
Az 1994. évi önkormányzati választáson a XX. kerületben önkormányzati képviselővé választották, majd 1995-ben a testület alpolgármesterré választotta. Első ízben az 1998. évi önkormányzati választáson választották a kerület polgármesterévé, 2002-ben, 2006-ban, 2010-ben és 2014-ben pedig újraválasztották e tisztségbe. 2002–2009 között országgyűlési képviselő volt, 2002-ben és 2006-ban is az MSZP budapesti területi listáján választották meg. Mandátumáról 2009. április 6-án lemondott. A 2010. évi választáson a polgármesteri tisztség mellett a Fővárosi Közgyűlés tagjává is megválasztották, erről azonban azonnal lemondott, mivel a kerületi feladataira kívánt összpontosítani.
Parlamenti munkája során a Szociális és Családügyi Bizottság, valamint a Számvevőszéki Bizottság tagja volt.

## Polgármesterként
Szabados Ákos 1998 óta a Budapest XX. kerületi önkormányzat polgármestere.
Polgármestersége alatt Pesterzsébet több európai uniós pályázaton is nyert, ennek köszönhetőek például az orvosi rendelő- és iskolafelújítások. A kerület kiemelten kezeli az idősek ügyét is. 2009-ben bevezették a Pesterzsébet kártyát, amely a kerület nyugdíjas lakosait jogosítja fel különféle kedvezményekre. Emellett létrehozták az Idősügyi Tanácsot, amely megkönnyíti az idősügyi szervezetekkel folyó párbeszédet. A kerületben fontos a rászoruló családok támogatása is, az önkormányzat például nyáron szociális gyermekétkeztetést szervez.
Pesterzsébet közbiztonságának javítása érdekében Szabados Ákos 40 darab térfigyelő-kamera felszerelését hagyta jóvá 2005 óta.
A kerület kiemelt céljaként kezeli a környezetbarát településkép kialakítását, ezért létrehozták a Környezetvédelmi Programot. A környezetvédelembe a lakosokat is aktívan bevonják: évente meghirdetik az „Élhetőbb, tisztább, virágosabb Pesterzsébet” pályázatot, amellyel magánszemélyeknek nyújtanak segítséget a környezetszépítéshez. Pesterzsébeten 2002-ben befejeződött a csatornázás is, a kerület minden utcája összközműves. 2010. augusztusára pedig minden pesterzsébeti út szilárd burkolatot kapott.
Szabados Ákos a kerületi sportélet fellendítése érdekében a kerületben segítette a teniszcentrum kialakítását, valamint műfüves sportpályákat építtetett. Emellett előkészületben van egy új tornacsarnok építése a Stromfeld Aurél Iskolában. Pesterzsébeten polgármestersége alatt jégcsarnok és uszoda is épült.
2015 decemberében kilépett a Magyar Szocialista Pártból.
A 2019-es önkormányzati választásokon a szavazatok 51,37%-át kapta, ezzel 6. ciklusát kezdhette meg polgármesterként a kerület élén, ezúttal a Fidesz támogatásával.

## Díjai
- A Magyar Érdemrend lovagkeresztje (2019)[2]

## Családja
Nős, két gyermeke van.

## Külső hivatkozások
- https://web.archive.org/web/20100504150516/http://www.pesterzsebet.hu/index.php
- https://web.archive.org/web/20090201132549/http://mszp.hu/tagok/szabados-akos
- https://index.hu/belfold/2016/09/29/kilepett_az_mszp-bol_az_egyik_budapesti_polgarmester_szabados_akos/